# Palm LifeDrive

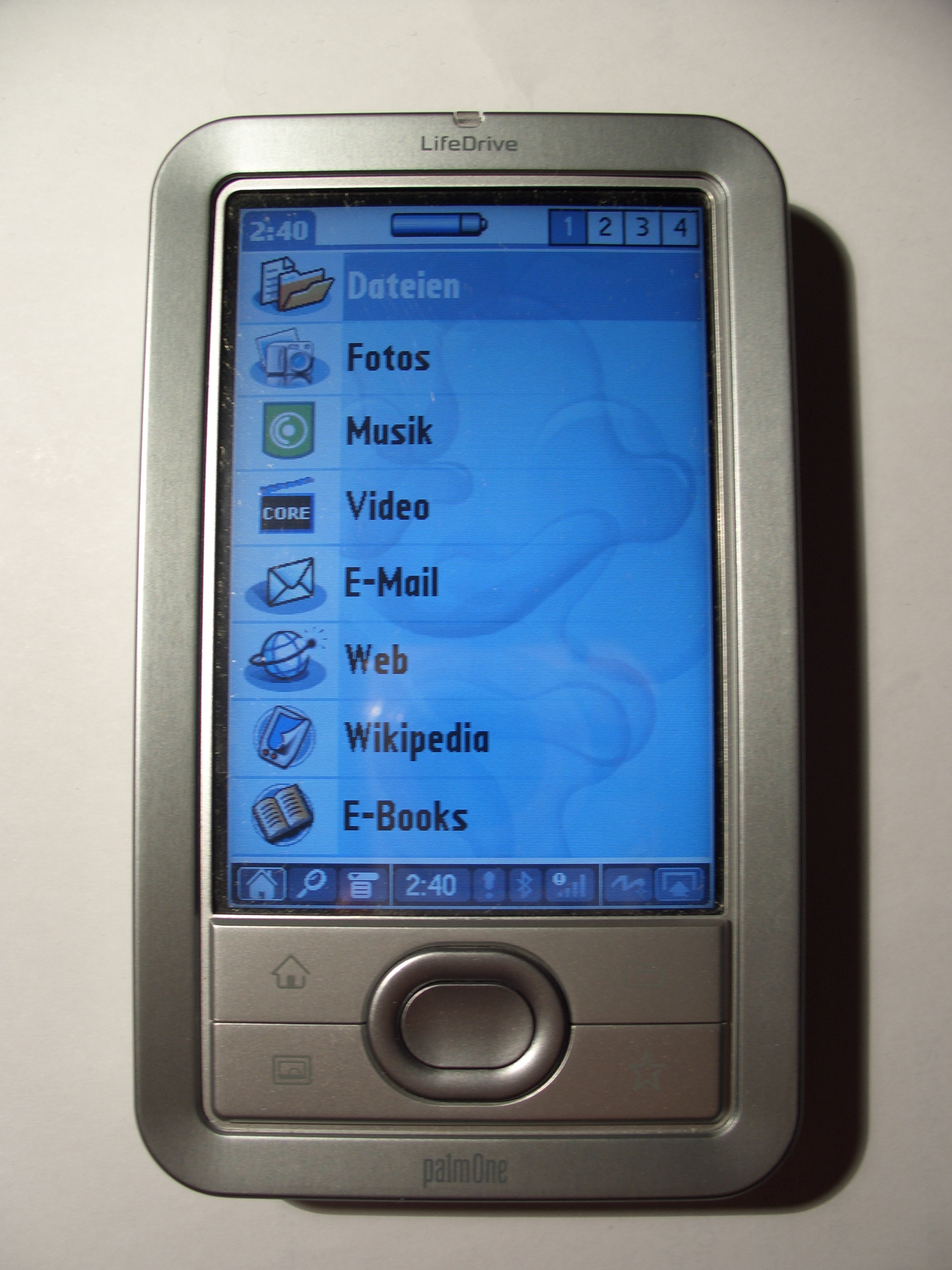
Ein LifeDrive

Das LifeDrive ist ein von Palm im Mai 2005 herausgebrachter PDA (Kategorisierung des Herstellers: Mobile Manager).
Als erstes Palm-Gerät bietet er WLAN, Bluetooth und ein 4 GB Microdrive. Weiterhin ist ein ARM-Prozessor mit 416 MHz und ein Display mit 320 × 480 Pixel verbaut.
Während alle vorherigen Handhelds zum Speichern von Daten einen flüchtigen RAM-Speicher bzw. Flash-Speicherbausteine verwendeten, besitzt dieses Gerät eine Festplatte. Diese muss für jedes Programm, das sich nicht bereits im RAM befindet, kurz eingeschaltet werden, wodurch Zeit (eine halbe bis eine Sekunde) verloren geht und die Akkulaufzeit beeinträchtigt wird. Dies ist für viele Benutzer ein Contra-Argument. Der Dateizugriff kann allerdings durch Cache-Programme von Drittanbietern beschleunigt werden. Die maximale Laufzeit wird meist mit ca. drei Stunden angegeben, schwankt jedoch stark mit der Art der Benutzung – während etwa beim Lesen von E-Books oder beim Hören von Musik mit ausgeschaltetem Bildschirm Laufzeiten von mehr als sechs Stunden möglich sind, kann beim Betrachten von Videos der Akku schon nach zwei Stunden erschöpft sein.
Andererseits mindert die Verwendung eines nichtflüchtigen Speichermediums die Gefahr eines Datenverlustes wegen einer Tiefentladung des Akkus.
Die Produktion des LifeDrive wurde Anfang 2007 eingestellt.

## Technische Daten
| Betriebssystem     | Palm OS 5.4                                                                 |
| Display            | 65.536 Farben, transflektives TFT, 320 × 480 bzw. 480 × 320 Pixel           |
| Speicher           | 64 MB NVRAM, zusätzlich 4 GB Festplatte (3,85 GB nutzbar)                   |
| Prozessor          | 416 MHz Intel XScale                                                        |
| Erweiterungskarten | SD und MMC                                                                  |
| Schnittstellen     | USB Multi-Connector, Infrarot, Bluetooth, WLAN/Wi-Fi, 3,5 mm Klinkenstecker |
| Stromversorgung    | Lithium-Ionen-Polymer Akku                                                  |
| Gewicht            | 193 g                                                                       |